# Apeadero de Luso - Buçaco
El Apeadero de Luso - Buçaco es una plataforma ferroviaria de la Línea de la Beira Alta, que sirve a la localidad de Luso, en el Distrito de Aveiro, en Portugal.

## Características
Esta plataforma tiene acceso por la Calle de la Fotografía Conimbricense, en la localidad de Luso.

## Historia

### Inauguración
El tramo entre Pampilhosa y Vilar Formoso de la Línea de la Beira Alta, donde este apeadero se sitúa, fue inaugurado el 1 de julio de 1883, por la Compañía de los Caminhos de Ferro Portugueses de la Beira Alta.
En 1932, fue instalada una nueva báscula de 30 toneladas. En 1934, el jefe de la estación fue homenajeado, por tener esta plataforma uno de los jardines mejor tratados en la Línea de la Beira Alta.